# FC Nitra
FC Nitra este o echipă de fotbal din orașul Nitra, Slovacia.

## Cronologia denumirilor
- 1909 - Fondat ca Nyitrai ÖTTSO
- 1911 - Redenumit în Nyitrai TVE
- 1919 - Redenumit în Nyitrai SC
- 1921 - Redenumit în SK Nitra
- 1923 - Redenumit în AC Nitra
- 1948 - Redenumit în Sokol Nitra
- 1949 - Redenumit în ZSJ Sokol spojene zavody Nitra
- 1949 - Redenumit în ZK KP Nitra
- 1953 - Redenumit în DSO Slavoj Nitra
- 1956 - Redenumit în TJ Slovan Nitra
- 1966 - Redenumit în AC Nitra
- 1976 - Redenumit în TJ Plastika Nitra
- 1989 - Prima calificare într-o competiție europeană,, Cupa UEFA, 1990
- 1990 - Redenumit în FC Nitra

## Lotul actual de jucători (2009-2010)
| Nr. |          | Poziție | Jucător          |
| --- | -------- | ------- | ---------------- |
| 1   | Slovacia | P       | Martin Chudy     |
| 2   | Slovacia | F       | Marián Ďatko     |
| 3   | Slovacia | F       | Martin Tóth      |
| 4   | Slovacia | M       | Martin Boszorád  |
| 5   | Slovacia | F       | Branislav Labant |
| 6   | Slovacia | M       | Tomáš Kóňa       |
| 7   | Slovacia | M       | Ľuboš Kolár      |
| 8   | Slovacia | F       | Lukáš Štetina    |
| 9   | Slovacia | A       | Matúš Mikuš      |
| 10  | Slovacia | M       | Ivan Hodúr       |
| 11  | Slovacia | F       | Michal Áč        |

| Nr. |          | Poziție | Jucător            |
| --- | -------- | ------- | ------------------ |
| 13  | Georgia  | M       | Irakli Liluashvili |
| 14  | Slovacia | M       | Miloš Šimončič     |
| 16  | Cehia    | F       | Petr Kaspřák       |
| 18  | Slovacia | M       | Róbert Glenda      |
| 19  | Slovacia | A       | Arnold Šimonek     |
| 20  | Slovacia | A       | Róbert Valenta     |
| 21  | Slovacia | A       | Roman Sloboda      |
| 23  | Slovacia | F       | Ján Leško          |
| 26  | Slovacia | F       | Igor Kotora        |
| 31  | Slovacia | P       | Lukáš Hroššo       |
| 77  | Slovacia | A       | Robert Rák         |

## Jucători notabili
| - Dušan Borko - Kamil Chatrnúch - Jozef Čurgaly - Igor Demo - Michal Hipp - Ivan Hodúr - Ivan Horn - Róbert Jež | - Miroslav König - Anton Krásnohorský - Jozef Kukučka - Ladislav Molnár - Lubomir Moravčík - Ivan Ondruška - Peter Palúch - Michal Pucher | - Ladislav Putera - Róbert Rák - František Rappan - Samuel Slovák - Štefan Senecký - Miroslav Stoch - Róbert Tomaschek |

## Antrenori faimoși
- Pavel Hapal
- Milan Lešický
- Michal Pucher
- František Skyva